# Idioten (musikalbum)
Idioten är ett musikalbum från 2011 av den svenska musikgruppen Kebnekajse.
Inspelningen gjordes i Fashionpolice studio, Stockholm, av Sven Johansson och Magnus Josefsson samt  mixades av Stefan Kéry, Sven Johansson och Magnus Josefsson. Mastrad av Håkan Åkesson/Nutidstudio. Exekutiv producent var Stefan Kéry. Albumet är utgivet på Subliminal Sounds (SUBCD 80).

## Låtlista
1. Barfota (7:36) Kenny Håkansson
2. Fäbodpsalm (4:01) Karl-Erik Jansson i Nygård, Jämtland
3. From-Olle (2:43) From-Olles d-moll-polska, Hälsingland
4. Idioten (4:08) Idiotpolska av O'tôrgs-Kaisa Abrahamsson, Hälsingland
5. Senegal Beat (4:18) Kebnekajse
6. Tax Free (5:35) Bo Hansson/Janne Carlsson
7. Hans & Greta (3:43) eller Mats & Ulf i Föllingestil av Rickard Näslin, Jämtland
8. Senpolska (5:16) Nils Hägg, Bjuråker, Hälsingland
9. Stockholmspolka (2:32) Kenny Håkansson
10. Sangenuten (7:20) Sigbjörn Osa, Norge

## Medverkande musiker
- Hassan Bah - jembas, congas, timbaler
- Pelle Ekman - trummor
- Mats Glenngård - violin, Yamaha electric violin, mandolin
- Kenny Håkansson - gitarr
- Göran Lagerberg - bas, gitarr
- Thomas Netzler - bas